# Icchak Rapoport
Icchak Chaim Rapoport (ur. 13 września 1977 w Täby) – szwedzki rabin, w latach 2006–2011 naczelny rabin Wrocławia i Śląska.

## Życiorys
Urodził się w Szwecji, osiem lat po tym jak jego matka opuściła Polskę w wyniku antysemickiej kampanii, będącej następstwem wydarzeń marcowych. Ordynację rabinacką otrzymał w 2002 w jesziwie Hamivtar w Efracie. W latach 2002–2006 pracował jako rabin w gminie żydowskiej w Oslo.
W 2006 jako emisariusz organizacji Shavei Israel przybył do Polski, gdzie objął posadę rabina Gminy Wyznaniowej Żydowskiej we Wrocławiu. Przysługiwał mu tytuł naczelnego rabina Wrocławia i Śląska. Od 23 lutego 2008 był członkiem Rabinatu Rzeczypospolitej Polskiej.
Rabin Rapoport jest powtórnie żonaty; z pierwszego małżeństwa z Nurit Rapoport  ma czworo dzieci, w 2017 poślubił pochodzącą z Polski Martę Dołżańską.

## Publikacje
- Mariusz Rosik, Icchak Rapoport: Wprowadzenie do literatury i egzegezy żydowskiej okresu biblijnego i rabinicznego. Wrocław: Tum Wydawnictwo Wrocławskiej Księgarni Archidiecezjalnej, 2009, s. 318, seria: Bibliotheca Biblica.